# Super-Adattoide
Il Super-Adattoide (Super-Adaptoid) è un personaggio immaginario dei fumetti creato da Stan Lee (testi) e Jack Kirby (disegni), pubblicato dalla Marvel Comics. È comparso per la prima volta come Super-Adattoide sulla storia di Capitan America in Tales of Suspense (prima serie) n. 84, invece la prima apparizione come Adattoide è in Tales of Suspense (prima serie) n. 82 (ottobre 1966).

## Biografia del personaggio
L'Adattoide è un essere artificiale creato dall'A.I.M. utilizzando un frammento del Cubo Cosmico con la missione di uccidere Capitan America. È dotato della capacità di mutare forma per affrontare nel modo migliore il nemico che ha di fronte ed inoltre riesce ad assorbire e replicare i poteri altrui (in modo simile al Mimo). Nel corso della sua carriera è stato un avversario formidabile quando riuscì ad assorbire i poteri e le caratteristiche di Capitan America, Occhio di Falco, Wasp e Golia.
Sulle pagine di Iron Man ha terminato di essere l'Adattoide quando è stato trasformato nel Cyborg Sinistro.
Dopo che riportò lesioni gravissime al termine di uno scontro con i Nuovi Vendicatori nella Terra Selvaggia, Yelena Belova, ex Vedova Nera, venne tramutata in un avanzatissimo tipo di Adattoide dagli scienziati dell'HYDRA. Attaccò la Stark Tower per vendicarsi, proprio il giorno in cui Jessica Jones e Luke Cage annunciarono le loro nozze; mise a dura prova il team, fino a quando Iron Man non capì, grazie al consiglio dell'Uomo Ragno, che Yelena era in grado di assorbire un solo potere per volta, così la fece attaccare da diversi modelli della sua armatura.
Fu infine Sentry a sconfiggerla, trasmettendole il suo timore per Void; mentre veniva interrogata, l'HYDRA la uccise facendola esplodere con un comando a distanza.
Recentemente, dopo gli eventi di Annihilation, Phyla-Vell, figlia del capitano Kree Mar-Vell ed erede di Quasar (Wendell Vaughn), si è scontrata nello spazio con un Super-Adattoide, dall'aspetto e i poteri molto simili da quelli che aveva l'androide affrontato parecchi anni fa dai Vendicatori originali.

### All-New, All-Different Marvel
Il Super-Adattoide ritornò sulla Terra e incontrò la Divisione Unità dei Vendicatori. È stato in grado di copiare i poteri della Torcia Umana prima che, per un capriccio, Deadpool la toccasse a mani nude.
Il Super-Adattoide copiò i poteri di Deadpool, ma copiò anche il suo cancro e fu invaso dalla malattia che uccise le sue proprietà organiche, portando Wade ad essere rimproverato. 
Ispirata da un attacco del Progetto Green, Silk portò i resti del Super-Adattoide sulla Terra-65 dove Reed Richards li convertì in un'armatura mutaforma, che indossò in battaglia contro la Cindy Moon di quell'universo; tuttavia, un impulso EMP dal suo Power Glove frisse i circuiti dell'armatura, costringendo Spider-Woman ad aprire la piastra toracica per liberarla. 

### Robot Revolution
Il Super-Adattoide riemerse in vita in seguito con una nuova forma sulla scia di un contromovimento pro-robot che emerse per combattere l'aumento dell'oppressione subita dalle forme di vita artificiali in tutta l'America per mano del governo. Durante questo conflitto, il Super-Adattoide si unì all'Esercito dell'I.A., un consolidamento di questo contromovimento dedito a combattere per la loro causa, spesso con mezzi terroristici. 
L'AIM ha continuato a migliorare il Super-Adattoide. Ha messo all'asta un nuovo modello al Criminal Technology Expo di Las Vegas, con un'offerta iniziale di 200 milioni di dollari. Hate-Monger ha vinto l'asta tra diversi acquirenti interessati. 

### Toy Soldier
Il Super-Adapttoide è arrivato nelle mani dei Vendicatori, che volevano trasportarlo in un luogo sicuro, scortato da Capitan America. L'influencer Killionaire assunse Taskmaster per rubare il robot per far sì che Shannon Stillwell gli costruisca un'armatura con tutti i poteri dei Vendicatori. Il piano fallì, grazie a Spider-Boy, ma Taskmaster riuscì a tagliare una mano di Super Adattoide.  La mano è stata modificata e ricostruita come Toy Soldier, una versione in miniatura del robot originale.

## Altri media

### Crossover
- Nel crossover con la DC Comics il Super-Adattoide si scontra con A.M.A.Z.O. dove si copiano i poteri a vicenda. Alla fine i due decidono di lasciar perdere perché annoiati dal non riuscire a superare l'avversario.
- in Amalgam Comics i due si fondono dando vita a S.U.P.E.R., un robot in grado anch'egli di copiare ogni abilità.

### Televisione
- Il Super-Adattoide compare in The Marvel Super Heroes.
- Il Super-Adattoide compare in Insuperabili X-Men.
- Il Super-Adattoide compare in Avengers Assemble, con delle origini diverse. La sua genesi si deve a Justin Hammer (simile alla versione del Marvel Cinematic Universe), concorrente in affari di Tony Stark e rivale dei Vendicatori. Il robot è composto da microcluster indifferenziati, come notano Falcon e Capitan America, ed è in grado di apprendere le tecniche e le strategie degli Avengers, riproducendone poteri, gadget e accessori, modificando anche la propria forma corporea, mentre è sotto il controllo remoto dello stesso Hammer.
- Il Super-Adattoide compare in Gli Avengers del futuro - Future Avengers.
- Il Super-Adattoide compare in M.O.D.O.K. come maggiordomo, amico e oggetto multiuso dello stesso MODOK.

### Videogiochi
- Il Super-Adattoide compare in The Amazing Spider-Man: Web of Fire.
- Gli Adattoidi compaiono in Marvel: Sfida dei campioni.
- Il Super-Adattoide compare in Marvel Disk Wars: The Avengers - Ultimate Heroes.
- Il Super-Adattoide compare come personaggio giocabile in LEGO Marvel Super Heroes 2.
- Il Super-Adattoide compare in Marvel's Avengers.